# هایک پی. مانوکیان
هایک پی. مانوکیان (انگلیسی: Haig P. Manoogian; زاده ۲۳ مهٔ ۱۹۱۶ – درگذشته ۲۶ مهٔ ۱۹۸۰) ارمنی‌تبار اهل ایالات متحده آمریکا بود. هایک پی مانوکیان استاد فیلم‌سازی در دانشگاه نیویورک بود و تأثیرگذار و مشوق اولیه بسیاری از فیلمسازان مشهور مانند دانشجویش مارتین اسکورسیزی بود.